# NWA Mid-America Heavyweight Championship
L'NWA Mid-America Heavyweight Championship è un titolo di wrestling promosso dalla National Wrestling Alliance, difeso principalmente nei territorii di Tennessee e Alabama.
Il titolo fu creato nel 1957 e cessato una prima volta negli anni '80, per poi essere riattivato nel 2024.

## Storia
Il titolo fu creato nel 1957 dalla NWA Mid-America, il territorio della NWA operante tra Tennessee e Alabama, e fu attivo ininterrottamente fino all'ottobre 1980, quando la federazione cessò le operazioni. 
I diritti del titolo furono acquisiti da Jerry Jarrett, che iniziò a promuoverlo nel 1981 all'interno della Continental Wrestling Association. Questa seconda vita del titolo cessò nel 1988, quando fu unito con altri titoli per dare vita al CWA Heavyweight Championship.
Il 10 maggio 2024 il presidente della NWA Billy Corgan annunciò che la federazione avrebbe riattivato il titolo, incoronando un nuovo campione all'evento Back to the Territories del 1º luglio successivo. Il titolo fu vinto da Jeremiah Plunkett, che vinse un 4-way match per decretare il nuovo campione.

## Albo d'oro
| Legenda  |                                                                               |
| -------- | ----------------------------------------------------------------------------- |
| #        | Indica il numero del regno titolato                                           |
| Regno    | Viene indicato il numero del regno del campione                               |
| Data     | La data in cui il titolo è stato vinto                                        |
| Località | Indica il luogo in cui il titolo è stato vinto                                |
| Note     | Indica notizie particolari riguardanti i cambi di titolo o altre informazioni |

### NWA Mid-America (1957-1980)
| #                                 | Campione            | Regno | Data              | Giorni | Località               | Evento     | Note                                                                                                | Fonti |
| --------------------------------- | ------------------- | ----- | ----------------- | ------ | ---------------------- | ---------- | --------------------------------------------------------------------------------------------------- | ----- |
| 1                                 | Buddy Rogers        | 1     | maggio 1957       | --     | --                     | House show | |       |
| Storia del titolo non documentata |                     |       |                   |        |                        |            | |       |
| 2                                 | Mighty Atlas        | 1     | aprile 1958       | --     | --                     | House show | |       |
| 3                                 | Tor Yamata          | 1     | 24 aprile 1958    | --     | Chattanooga, Tennessee | House show | |       |
| Storia del titolo non documentata |                     |       |                   |        |                        |            | |       |
| 4                                 | Len Rossi           | 1     | luglio 1971       | --     | --                     | House show | |       |
| Storia del titolo non documentata |                     |       |                   |        |                        |            | |       |
| 5                                 | Tony Charles        | 1     | giugno 1972       | --     | --                     | House show | |       |
| Storia del titolo non documentata |                     |       |                   |        |                        |            | |       |
| 6                                 | Don Kent            | 1     | ottobre 1974      | --     | --                     | House show | |       |
| 7                                 | Jackie Fargo        | 1     | 4 gennaio 1975    | --     | Chattanooga, Tennessee | House show | |       |
| 8                                 | Don Kent            | 2     | gennaio 1975      | --     | --                     | House show | |       |
| 9                                 | Luke Graham         | 1     | 5 febbraio 1975   | --     | Nashville, Tennessee   | House show | |       |
| 10                                | Don Kent            | 3     | aprile 1975       | --     | Louisville, Kentucky   | House show | |       |
| 11                                | Luke Graham         | 2     | 7 maggio 1975     | --     | Nashville, Tennessee   | House show | | [ 3 ] |
| Storia del titolo non documentata |                     |       |                   |        |                        |            | |       |
| 12                                | Harley Race         | 1     | 1975              | --     | --                     | House show | |       |
| 13                                | Magnificent Zulu    | 1     | settembre 1975    | --     | --                     | House show | |       |
| 14                                | Harley Race         | 2     | 9 settembre 1975  | --     | --                     | House show | |       |
| Storia del titolo non documentata |                     |       |                   |        |                        |            | |       |
| 15                                | Jackie Fargo        | 2     | dicembre 1975     | --     | --                     | House show | |       |
| Storia del titolo non documentata |                     |       |                   |        |                        |            | |       |
| 16                                | Dick Steinborn      | 1     | marzo 1976        | --     | --                     | House show | |       |
| Storia del titolo non documentata |                     |       |                   |        |                        |            | |       |
| 17                                | Bill Dundee         | 1     | giugno 1976       | --     | Seymour, Indiana       | House show | |       |
| 18                                | Bob Armstrong       | 1     | 14 agosto 1976    | --     | Chattanooga, Tennessee | House show | |       |
| 19                                | Big Bad John        | 1     | settembre 1976    | --     | --                     | House show | |       |
| 20                                | Bob Armstrong       | 2     | 25 settembre 1976 | --     | Chattanooga, Tennessee | House show | |       |
| 21                                | Bill Dundee         | 1     | ottobre 1976      | --     | --                     | House show | |       |
| 22                                | Tommy Rich          | 1     | novembre 1976     | --     | --                     | House show | |       |
| 23                                | Russian Stomper     | 1     | gennaio 1977      | --     | Madison, Indiana       | House show | |       |
| 24                                | Ken Lucas           | 1     | 13 febbraio 1977  | 61     | Chattanooga, Tennessee | House show | |       |
| 25                                | The Executioner     | 1     | 15 aprile 1977    | 43     | Huntsville, Alabama    | House show | |       |
| 26                                | Jackie Fargo        | 1     | 28 maggio 1977    | --     | Chattanooga, Tennessee | House show | | [ 4 ] |
| —                                 | Vacante             | —     | 1977              | —      | —                      | —          | Il titolo fu reso vacante per un infortunio di Fargo.                                               |       |
| 27                                | Lanny Poffo         | 1     | 9 ottobre 1977    | 62     | Chattanooga, Tennessee | House show | In un torneo per riassegnare il titolo vacante, sconfiggendo in finale Dennis Hall.                 |       |
| 28                                | Don Kent            | 4     | 10 dicembre 1977  | 24     | Chattanooga, Tennessee | House show | |       |
| 29                                | Randy Savage        | 1     | 3 gennaio 1978    | 82     | Birmingham, Alabama    | House show | |       |
| 30                                | Dutch Mantel        | 1     | 26 marzo 1978     | 56     | Chattanooga, Tennessee | House show | |       |
| 31                                | Don Garfield        | 1     | 21 maggio 1978    | 7      | Chattanooga, Tennessee | House show | |       |
| 32                                | Dutch Mantel        | 2     | 28 maggio 1978    | 45     | Chattanooga, Tennessee | House show | | [ 4 ] |
| 33                                | Whipper Watson Jr.  | 1     | 12 luglio 1978    | 10     | Nashville, Tennessee   | House show | |       |
| 34                                | Dutch Mantel        | 3     | 22 luglio 1978    | 21     | Chattanooga, Tennessee | House show | |       |
| 35                                | Blue Yankee         | 1     | 12 agosto 1978    | --     | Chattanooga, Tennessee | House show | |       |
| —                                 | Vacante             | —     | settembre 1978    | —      | —                      | —          | Blue Yankee rese vacante il titolo in seguito ad un incontro contro Dutch Mantel.                   |       |
| 36                                | Mexican Angel       | 1     | 20 settembre 1978 | 52     | Nashville, Tennessee   | House show | In un torneo per riassegnare il titolo vacante.                                                     |       |
| 37                                | Dutch Mantel        | 4     | 11 novembre 1978  | 0      | Nashville, Tennessee   | House show | |       |
| 38                                | Randy Savage        | 2     | 11 novembre 1978  | --     | Nashville, Tennessee   | House show | |       |
| 39                                | Bobby Eaton         | 1     | febbraio 1979     | --     | --                     | House show | |       |
| 40                                | Chris Colt          | 1     | 29 aprile 1979    | 24     | Nashville, Tennessee   | House show | |       |
| 41                                | Ron Garfield        | 1     | 23 maggio 1979    | 10     | Nashville, Tennessee   | House show | |       |
| 42                                | Dennis Condrey      | 1     | 2 giugno 1979     | 140    | Chattanooga, Tennessee | House show | | [ 5 ] |
| 43                                | Dutch Mantel        | 5     | 20 ottobre 1979   | 4      | Chattanooga, Tennessee | House show | |       |
| 44                                | Bobby Eaton         | 2     | 24 ottobre 1979   | 32     | Nashville, Tennessee   | House show | |       |
| 45                                | Chris Colt          | 2     | 25 novembre 1979  | --     | Nashville, Tennessee   | House show | |       |
| 46                                | Bobby Eaton         | 3     | dicembre 1979     | --     | Miami, Florida         | House show | |       |
| 47                                | Gorgeous George Jr. | 1     | 17 febbraio 1980  | --     | Chattanooga, Tennessee | House show | |       |
| 48                                | Bobby Eaton         | 4     | febbraio 1980     | --     | Madison, Indiana       | House show | |       |
| 49                                | Tojo Yamamoto       | 1     | febbraio 1980     | --     | Versailles, Indiana    | House show | |       |
| 50                                | Steve Travis        | 1     | aprile 1980       | --     | Lexington, Kentucky    | House show | |       |
| 51                                | Roger Mason         | 1     | 5 aprile 1980     | 35     | Chattanooga, Tennessee | House show | |       |
| 52                                | Rocky Johnson       | 1     | 10 maggio 1980    | --     | Chattanooga, Tennessee | House show | |       |
| 53                                | The Great Togo      | 1     | maggio 1980       | --     | Louisville, Kentucky   | House show | |       |
| 54                                | Robert Gibson       | 1     | 25 giugno 1980    | 28     | Nashville, Tennessee   | House show | |       |
| 55                                | Bobby Eaton         | 5     | 23 luglio 1980    | --     | Nashville, Tennessee   | House show | |       |
| —                                 | Disattivato         | —     | ottobre 1980      | —      | —                      | —          | Disattivato quando la NWA Mid-America cessò le attività. Jerry Jarrett acquisì i diritti del titolo |       |

### Continental Wrestling Association (1981-1988)
| #   | Campione              | Regno | Data              | Giorni | Località              | Evento     | Note | Fonti  |
| --- | --------------------- | ----- | ----------------- | ------ | --------------------- | ---------- | --- | ------ |
| 56  | Ron Bass              | 1     | luglio 1981       | --     | Seymour, Indiana      | House show | Il titolo fu riattivato dalla Continental Wrestling Association e assegnato d'ufficio a Bass.                                                            |        |
| 57  | Steve Keirn           | 1     | 6 luglio 1981     | 49     | Memphis, Tennessee    | House show | |        |
| 58  | Bugsy McGraw          | 1     | 24 agosto 1981    | 14     | Memphis, Tennessee    | House show | |        |
| 59  | Steve Keirn           | 2     | 7 settembre 1981  | 14     | Memphis, Tennessee    | House show | |        |
| 60  | Dutch Mantel          | 6     | 21 settembre 1981 | 35     | Memphis, Tennessee    | House show | |        |
| —   | Vacante               | —     | 26 ottobre 1981   | —      | —                     | —          | Il titolo fu reso vacante e temporaneamente disattivato quando Mantel vinse l'AWA Southern Heavyweight Championship.                                     |        |
| 61  | The Dream Machine     | 1     | 19 aprile 1982    | 28     | Memphis, Tennessee    | House show | |        |
| 62  | Dutch Mantel          | 7     | 17 maggio 1982    | 7      | Memphis, Tennessee    | House show | |        |
| 63  | Bobby Eaton           | 6     | 24 maggio 1982    | 7      | Memphis, Tennessee    | House show | |        |
| 64  | King Cobra            | 1     | 31 maggio 1982    | 35     | Memphis, Tennessee    | House show | |        |
| 65  | Dutch Mantel          | 8     | 5 luglio 1982     | 7      | Memphis, Tennessee    | House show | |        |
| 66  | Bobby Eaton           | 7     | 12 luglio 1982    | --     | Memphis, Tennessee    | House show | | [ 6 ]  |
| 67  | Bill Dundee           | 3     | luglio 1982       | --     | Memphis, Tennessee    | House show | |        |
| 68  | Dutch Mantel          | 9     | 6 settembre 1982  | 70     | Memphis, Tennessee    | House show | |        |
| 69  | Jesse Barr            | 1     | 15 novembre 1982  | 7      | Memphis, Tennessee    | House show | |        |
| 70  | Dutch Mantel          | 10    | 22 novembre 1982  | 7      | Memphis, Tennessee    | House show | |        |
| 71  | Apocalypse            | 1     | 29 novembre 1982  | 6      | Memphis, Tennessee    | House show | |        |
| 72  | Jacques Rougeau       | 1     | 5 dicembre 1982   | 22     | Memphis, Tennessee    | House show | |        |
| 73  | Sabu the Wildman      | 1     | 27 dicembre 1982  | 6      | Memphis, Tennessee    | House show | |        |
| 74  | Jacques Rougeau       | 2     | 2 gennaio 1983    | 8      | Memphis, Tennessee    | House show | |        |
| 75  | Bobby Eaton           | 8     | 10 gennaio 1983   | --     | Memphis, Tennessee    | House show | |        |
| —   | Vacante               | —     | gennaio 1983      | —      | —                     | —          | Il titolo fu reso vacante per motivi non noti. |        |
| 76  | Bobby Eaton           | 9     | 14 febbraio 1983  | 7      | Memphis, Tennessee    | House show | In un torneo per riassegnare il titolo, sconfiggendo in finale Sweet Brown Sugar.                                                                        | [ 7 ]  |
| 77  | Sweet Brown Sugar     | 1     | 21 febbraio 1983  | 7      | Tupelo, Mississippi   | House show | | [ 8 ]  |
| 78  | Bobby Eaton           | 10    | 28 febbraio 1983  | 7      | Memphis, Tennessee    | House show | | [ 9 ]  |
| 79  | Stagger Lee           | 2     | 7 marzo 1983      | 119    | Memphis, Tennessee    | House show | Stagger Lee era un alter ego di Sweet Brown Sugar. | [ 10 ] |
| 80  | Frankie Laine         | 1     | 4 luglio 1983     | 14     | Memphis, Tennessee    | House show | |        |
| 81  | Dutch Mantel          | 11    | 18 luglio 1983    | 28     | Memphis, Tennessee    | House show | |        |
| 82  | Buddy Landel          | 1     | 15 agosto 1983    | 7      | Memphis, Tennessee    | House show | |        |
| 83  | Stagger Lee/Koko Ware | 1     | 22 agosto 1983    | 19     | Memphis, Tennessee    | House show | Stagger Lee si tolse la maschera e assunse il nome di Koko Ware.                                                                                         |        |
| 84  | Buddy Landel          | 2     | 10 settembre 1983 | 82     | Memphis, Tennessee    | House show | |        |
| 85  | Terry Taylor          | 1     | 1 dicembre 1983   | 25     | Lexington, Kentucky   | House show | |        |
| 86  | Randy Savage          | 1     | 26 dicembre 1983  | 105    | Memphis, Tennessee    | House show | |        |
| 87  | Jerry Lawler          | 1     | 9 aprile 1984     | 224    | Lexington, Kentucky   | House show | |        |
| 88  | Korstia Korchenko     | 1     | 19 novembre 1984  | --     | Memphis, Tennessee    | House show | |        |
| 89  | Mike Sharpe           | 1     | dicembre 1984     | --     | --                    | House show | |        |
| 90  | Jimmy Valiant         | 1     | 11 febbraio 1985  | --     | Memphis, Tennessee    | House show | |        |
| 91  | Man Mountain Link     | 1     | luglio 1985       | --     | --                    | House show | Ricevendo il titolo d'ufficio. |        |
| 92  | Jerry Lawler          | 2     | 15 luglio 1985    | 14     | Memphis, Tennessee    | House show | |        |
| —   | Vacante               | —     | 29 luglio 1985    | —      | —                     | —          | Il titolo fu reso vacante quando Lawler vinse l'AWA Southern Heavyweight Championship.                                                                   |        |
| 93  | Koko Ware             | 4     | 12 agosto 1985    | --     | Memphis, Tennessee    | House show | In un torneo per riassegnare il titolo vacante, sconfiggendo in finale Bota the Witch Doctor.                                                            |        |
| 94  | Bota the Witch Doctor | 1     | agosto 1985       | --     | Richmond, Indiana     | House show | |        |
| 95  | Koko Ware             | 5     | settembre 1985    | --     | North Vernon, Indiana | House show | |        |
| 96  | Harley Race           | 3     | 7 ottobre 1985    | --     | Memphis, Tennessee    | House show | |        |
| 97  | Tom Branch            | 1     | novembre 1985     | --     | Kansas City, Missouri | House show | |        |
| 98  | Koko Ware             | 6     | 16 novembre 1985  | 66     | Memphis, Tennessee    | House show | |        |
| 99  | Buddy Landel          | 3     | 21 gennaio 1986   | 12     | Louisville, Kentucky  | House show | |        |
| 100 | Roger Smith           | 2     | 2 febbraio 1986   | 16     | Memphis, Tennessee    | House show | |        |
| 101 | Buddy Landel          | 4     | 18 febbraio 1986  | 48     | Memphis, Tennessee    | House show | |        |
| 102 | Dutch Mantel          | 12    | 7 aprile 1986     | 42     | Memphis, Tennessee    | House show | |        |
| 103 | Rip Rogers            | 1     | 19 maggio 1986    | 28     | Memphis, Tennessee    | House show | |        |
| 104 | Dutch Mantel          | 13    | 16 giugno 1986    | --     | Memphis, Tennessee    | House show | |        |
| —   | Vacante               | —     | luglio 1986       | —      | —                     | —          | Il titolo fu reso vacante quando Mantel lasciò la CWA.                                                                                                   |        |
| 105 | Tracy Smothers        | 1     | 11 agosto 1986    | 57     | Memphis, Tennessee    | House show | |        |
| 106 | Tony Falk             | 1     | 7 ottobre 1986    | 13     | Memphis, Tennessee    | House show | |        |
| 107 | Tracy Smothers        | 2     | 20 ottobre 1986   | 7      | Memphis, Tennessee    | House show | |        |
| 108 | Big Bubba             | 1     | 27 ottobre 1986   | --     | Memphis, Tennessee    | House show | Durante questo regno Big Bubba deteneva anche l'AWA International Heavyweight Championship.                                                              |        |
| —   | Vacante               | —     | novembre 1988     | —      | —                     | —          | Il titolo fu reso vacante per motivi non noti. |        |
| 109 | The Great Kabuki      | 1     | novembre 1986     | --     | Jackson, Tennessee    | House show | In un torneo per riassegnare i titoli vacanti, sconfiggendo in finale Paul Diamond.                                                                      |        |
| —   | Vacante               | —     | 1986              | —      | —                     | —          | Il titolo fu reso vacante quando Kabuki lasciò la CWA.                                                                                                   |        |
| 110 | Moondog Spot          | 1     | maggio 1987       | --     | --                    | House show | Spot fu annunciato come campione quando si unì alla CWA.                                                                                                 |        |
| 111 | Jeff Jarrett          | 1     | 11 maggio 1987    | 14     | Memphis, Tennessee    | House show | | [ 11 ] |
| 112 | Moondog Spot          | 2     | 25 maggio 1987    | 7      | Memphis, Tennessee    | House show | |        |
| 113 | Jeff Jarrett          | 2     | 1 giugno 1987     | 7      | Memphis, Tennessee    | House show | | [ 12 ] |
| 114 | Moondog Spot          | 3     | 8 giugno 1987     | 14     | Memphis, Tennessee    | House show | |        |
| 115 | Jeff Jarrett          | 3     | 22 giugno 1987    | 77     | Memphis, Tennessee    | House show | |        |
| 116 | Carl Fergie           | 1     | 7 settembre 1987  | 7      | Memphis, Tennessee    | House show | |        |
| 117 | Jeff Jarrett          | 4     | 14 settembre 1987 | 49     | Memphis, Tennessee    | House show | |        |
| 118 | Jimmy Jack Funk       | 2     | 2 novembre 1987   | 7      | Memphis, Tennessee    | House show | Precedentemente campione con il nome di Jesse Barr. |        |
| 119 | Jeff Jarrett          | 5     | 9 novembre 1987   | 28     | Memphis, Tennessee    | House show | |        |
| 120 | Jerry Lawler          | 3     | 7 dicembre 1987   | 343    | Memphis, Tennessee    | House show | |        |
| —   | Disattivato           | —     | 14 novembre 1988  | —      | —                     | —          | Il titolo fu unificato nel CWA Heavyweight Championship, insieme con AWA International Heavyweight Championship e AWA Southern Heavyweight Championship. |        |

### National Wrestling Alliance (2024-attivo)
| #  | Campione          | Regno | Data          | Giorni | Località             | Evento                  | Note                                                                                                   | Fonti |
| -- | ----------------- | ----- | ------------- | ------ | -------------------- | ----------------------- | --- | ----- |
| 56 | Jeremiah Plunkett | 1     | 1 giugno 2024 | 122+   | Knoxville, Tennessee | Back to the Territories | In un 4-way match per riassegnare il titolo vacante contro Dante Casanova, Hunter Drake e Mario Parua. |       |